# Goh Mataie Toda
Goh Mataie Toda är en kulle i Indonesien.   Den ligger i provinsen Aceh, i den västra delen av landet, 1 800 km nordväst om huvudstaden Jakarta. Toppen på Goh Mataie Toda är 119 meter över havet.
Terrängen runt Goh Mataie Toda är varierad, och sluttar norrut. Runt Goh Mataie Toda är det ganska tätbefolkat, med 179 invånare per kvadratkilometer. Närmaste större samhälle är Banda Aceh, 7,2 km nordost om Goh Mataie Toda. Trakten runt Goh Mataie Toda består till största delen av jordbruksmark.